# Мъпетите (филм)
„Мъпетите“ (на английски: The Muppets) е американски филм на Дисни с участието на Джейсън Сийгъл, Ейми Адамс, Джак Блек, Крис Купър, Жабока Кермит, Мис Пиги и останалите герои от Мъпетите. Базиран е на шоуто „Мъпет Шоу“. Режисиран е от Джеймс Бобин. Сценаристите са Джейсън Сийгъл и Никълъс Столър. Продуцентите са Дейвид Хоберман и Тод Либерман.

## Сюжет
Във филма Уолтър (Питър Линц), най-големият фен на Мъпетите на света, брат му Гари (Джейсън Сийгъл) и приятелката на Гари, Мери (Ейми Адамс), помагат на Жабока Кермит (Стив Уитмайър) да обедини Мъпетите. Заедно трябва да съберат $10 милиона, за да спасят Мъпетския театър от Текс Ричман (Крис Купър), бизнесмен, който планира да събори студиото, за да копае петрол.

## Награди и номинации
| Награда                              | Категория                  | Номиниран(и)           | Резултат  |
| ------------------------------------ | -------------------------- | ---------------------- | --------- |
| Награди на филмовата академия на САЩ | Най-добра оригинална песен | „Man or Muppet“        | награда   |
| Сатурн                               | Най-добър фентъзи филм     | Най-добър фентъзи филм | номинация |

## Синхронен дублаж
| Роля          | Изпълнител         |
| ------------- | ------------------ |
| Кърмит Жабока | Кирил Бояджиев     |
| Уолтър        | Владимир Зомбори   |
| Гари          | Влади Михайлов     |
| Мери          | Надежда Панайотова |
| Мис Пиги      | Явор Караиванов    |
| Фози          | Георги Стоянов     |
| Текс Ричман   | Пламен Манасиев    |
| Гонзо         | Петър Калчев       |
| Скутър        | Петър Бонев        |
| ТВ шефка      | Ива Николова       |
| Чичо Страшни  | Тодор Георгиев     |
| Бобо          | Атанас Сребрев     |
| Ретро Робот   | Анатолий Божинов   |
| Уолдорф       | Явор Караиванов    |
| Статлър       | Петър Върбанов     |
| Дрипльо Джо   | Николай Пърлев     |
| Ролф          | Атанас Сребрев     |
| Бийкър        | Анатолий Божинов   |
| Доктор Зъб    | Николай Петров     |
| Готвача Швед  | Филип Аврамов      |
| Животно       | Стоян Цветков      |
| Сам Орела     | Николай Петров     |

### Други гласове
| Василка Сугарева  |
| Владимир Колишкин |
| Георги Иванов     |
| Елена Пеева       |
| Златина Тасева    |
| Иван Велчев       |
| Иван Петков       |
| Константин Лунгов |
| Мариан Маринов    |
| Петър Добрев      |
| Росен Русев       |
| Стефан Сърчаджиев |
| Стоян Алексиев    |
| Татяна Етимова    |
| Христо Бонин      |
| Христо Димитров   |
| Цанко Тасев       |
| Цветана Мирчева   |

### И децата
| Антония Тасева    |
| Васил Пейков      |
| Георги Николов    |
| Денислав Димитров |
| Калия Калчева     |
| Павел Петков      |

### Хор
| Антоанета Георгиева |
| Атанас Сребрев      |
| Варвара Панкова     |
| Весела Делчева      |
| Владимир Димов      |
| Владо Михайлов      |
| Ивелина Цонева      |
| Лина Шишкова        |
| Мария Николаева     |
| Момчил Степанов     |
| Ясен Зердев         |

### Песни
| Песен                          | Изпълнител |
| ------------------------------ | --- |
| „Всичко е върхът“              | Владо Михайлов Владимир Зомбори Надежда Панайотова Кирил Бояджиев Явор Караиванов Владо Михайлов Владимир Зомбори Надежда Панайотова Момчил Степанов Георги Стоянов Пламен Манасиев Атанас Сребрев Филип Аврамов Николай Петров Цанко Тасев Хор |
| „Спомените в мен“              | Кирил Бояджиев Георги Стоянов Николай Петров Петър Калчев Филип Аврамов |
| „Заедно пак“                   | Атанас Сребрев Тодор Георгиев |
| „Вълшебство в дъгата“ (Казино) | Георги Стоянов Хор |
| „За мен парти“                 | Надежда Панайотова Явор Караиванов Хор |
| „Да поговорим за мен“          | Пламен Манасиев Атанас Сребрев Момчил Степанов Хор |
| „Човек или мъпет“              | Владо Михайлов Владимир Зомбори Момчил Степанов Атанас Сребрев |
| „Темата на мъпетите“           | Весела Делчева Кирил Бояджиев Хор |
| „Вълшебство в дъгата“          | Кирил Бояджиев Явор Караиванов Хор |

### Българска версия
| Обработка                       | Александра Аудио                               |
| ------------------------------- | ---------------------------------------------- |
| Режисьор на дублажа             | Симона Нанова                                  |
| Превод                          | Милена Кекеманова                              |
| Музикален режисьор              | Десислава Софранова                            |
| Музикален асистент              | Стефан Врачев                                  |
| Превод на песните               | Десислава Софранова Цветомира Михайлова-Цонева |
| Тонрежисьори на записа          | Петър Костов Пламен Чернев                     |
| Творчески директор              | Венета Янкова                                  |
| Продуцент на българската версия | Disney Character Voices International          |